# Hannovers voetbalkampioenschap 1909/10
In 1909/10 werd het zevende Hannovers voetbalkampioenschap gespeeld, dat georganiseerd werd door de Noord-Duitse voetbalbond. Hannoverscher FC 96 werd kampioen en plaatste zich voor de Noord-Duitse eindronde. De club verloor in de eerste ronde van FC Eintracht Braunschweig. 

## Eindstand
| Plaats | Club                       | Wed. | W | G | V | Saldo | Ptn  |
| ------ | -------------------------- | ---- | - | - | - | ----- | ---- |
| 1.     | Hannoverscher FC 96        | 6    | 6 | 0 | 0 | 39:5  | 12:0 |
| 2.     | FC Eintracht 1898 Hannover | 6    | 4 | 0 | 2 | 16:8  | 8:4  |
| 3.     | SC 02 Hannover             | 6    | 2 | 0 | 4 | 9:31  | 4:8  |
| 4.     | BV Hannovera 1898          | 6    | 0 | 0 | 6 | 10:30 | 0:12 |

|  | Kampioen |